# Індуктомерний ефект
Індуктомерний ефект (рос. индуктомерный эффект, англ. inductomeric effect) — вплив на реактивність сполук молекулярної поляризовності, що здійснюється за індуктивним механізмом електронних зміщень.
Розглядався як застарілий термін, однак в останні роки дістав нову теоретичну інтерпретацію та параметризацію як фактор, що регулює реактивність.